# Cryptoblepharus xenikos
Espèce
Cryptoblepharus xenikos est une espèce de sauriens de la famille des Scincidae.

## Répartition
Cette espèce est endémique de la province ouest en Papouasie-Nouvelle-Guinée.

## Étymologie
Le nom spécifique xenikos vient du grec xenikos, étranger, en référence à la distribution de ce saurien.

## Publication originale
- Horner, 2007 : Systematics of the snake-eyed skinks, Cryptoblepharus Wiegmann (Reptilia: Squamata: Scincidae) - an Australian based review. The Beagle Supplement, vol. 3, p. 21-198.